# 슈퍼 원인
슈퍼 원인 또는 초원인(超原人, Super Bonk, 유럽 출시명: Super B.C. Kid)은 A.I.사가 개발한 1994년 플랫폼 비디오 게임이다. 허드슨 소프트에서 슈퍼 패미컴용으로 출판했다. 원인 시리즈의 네 번째 게임이다. 이 게임은 이후 2010년 11월 16일 일본, 12월 10일 유럽, 2011년 4월 4일 북미에서 Wii 버추얼 콘솔용으로 다시 출시되었다.

## 평가
| 평가                                                      |                    |
| --------------------------------------------------------- | ------------------ |
| 통합 점수 통합사 점수 게임랭킹스 71.50% (4 reviews) [ 4 ] |                    |
| 통합 점수                                                 |                    |
| 통합사                                                    | 점수               |
| 게임랭킹스                                                | 71.50% (4 reviews) |